# Hans-Dieter Busch (Politiker)
Hans-Dieter Busch (* 3. September 1938 in Mannheim; † 3. März 2009 in Frankenthal) war ein deutscher Politiker (CDU).

## Leben
Nach dem Besuch der Volksschule und des Gymnasiums bis zur Mittleren Reife absolvierte Busch eine kaufmännische Lehre, die er 1959 mit der Gehilfenprüfung abschloss. Im Anschluss besuchte er die Städtische Hochschule für Musik und Theater in Mannheim, an der er 1962 die Opernreifeprüfung ablegte. Ab 1964 war er als selbständiger Einzelhandelskaufmann in Frankenthal tätig.
Busch trat 1974 in die CDU ein und wurde später in den Vorstand der CDU Frankenthal gewählt. Er war Kreisvorsitzender der CDU-Mittelstandsvereinigung Frankenthal, Mitglied des Bezirksvorstandes der CDU-Mittelstandsvereinigung Rheinhessen-Pfalz und Vorstandsmitglied des Evangelischen Arbeitskreises Frankenthal. Von 1977 bis 1979 gehörte er dem Bezirkstag der Pfalz an. 1979 wurde er in den Frankenthaler Stadtrat gewählt.
Dem Rheinland-Pfälzischen Landtag gehörte Busch vom 6. Januar 1977, als er für den ausgeschiedenen Abgeordneten Helmut Kohl nachrückte, bis 1979 sowie erneut vom 10. August 1981, als er für den ausgeschiedenen Abgeordneten Hansjürgen Doss nachrückte, bis 1987 an. Bei der Landtagswahl 1983 wurde er über einen Listenplatz der CDU ins Parlament gewählt. Im Landtag war er von 1977 bis 1979 sowie von 1983 bis 1987 Mitglied des Ausschusses für Wirtschaft und Verkehr, von 1981 bis 1987 Mitglied des Kulturpolitischen Ausschusses (ab 1983 als stellvertretender Vorsitzender) und von 1983 bis 1987 Mitglied des Ausschusses für Landwirtschaft, Weinbau und Forsten.
Hans-Dieter Busch war verheiratet und hatte ein Kind.

## Auszeichnungen
- 1987: Verdienstkreuz am Bande der Bundesrepublik Deutschland